# Gaedioxenis haematodes
Gaedioxenis haematodes là một loài ruồi trong họ Tachinidae.